# Antal Róka
Antal Róka (Galați, 25 de junio de 1927–Siófok, 16 de septiembre de 1970) fue un atleta húngaro especializado en la marcha atlética.
Róka participó en dos citas olímpicas. La primera ocasión fue en 1952, con motivo de los Juegos Olímpicos de Helsinki. Consiguió la medalla de bronce en los 50 km.
La segunda cita olímpica fue en Melbourne 1956 donde, compitiendo también en los 50 km, terminó en quinto lugar, obteniendo con ello un diploma olímpico.
En el Campeonato Europeo de Atletismo de 1954 ganó la medalla de bronce en los 50 km marcha, llegando a meta en un tiempo de 4:31:32, por detrás del soviético Vladímir Újov (oro con 4:22:11) y del checoslovaco Josef Doležal (plata con 4:15:07).
Su mejor registro en los 50 km, obtenido en 1956, fue de 4h:21:58.